# Kwama (Volk)
Die Kwama, auch Gwama, Komo oder Koma genannt, leben im Grenzgebiet von Sudan, hier in dem Bundesstaat An-Nil al-azraq (Blue Nile), und Äthiopien und hier hauptsächlich in den Woredas Mao und Komo Special Wereda.
Ihre Sprache lässt sich den Nilosaharanischen Sprachen zuordnen. Kulturell und linguistisch betrachtet gehören sie zu den Komuz und Komo, zu denen auch die Nachbargemeinden der Gumuz, Uduk, Koma und Opuuo gehören.

## Geschichte
Obwohl sie traditionell ein größeres Gebiet besiedelten, wurden sie von den Oromo ab dem 18. Jahrhundert in das Hinterland zurückgedrängt. Heutzutage gibt es jedoch noch vereinzelte Dörfer, in denen Kwama, Oromo und Berta zusammen leben. Andere Völker, besonders die Oromo, bezeichnen die Kwama oft als Mao. Menschen, die in Südäthiopien und nahe der sudanesischen Grenze leben, nennen sich oft selbst Gwama und verwenden den Begriff Kwama für ihre Landsleute, die im Norden und weit weg von der Grenze leben.
Seit den 1980er Jahren wurden die Kama und ihre Nachbarn in die Kämpfe zwischen den nach Unabhängigkeit strebenden Völkern Südsudans und der sudanesischen Zentralregierung hineingezogen. Das Siedlungsgebiet der Kama wurde jedoch nicht dem Staatsgebiet des seit dem Juli 2011 unabhängigen Südsudan zugeordnet. Verhandlungen über die Zukunft des Gebietes sollen folgen.
In den letzten Jahren hat der äthiopische Staat viele Menschen dieser Ethnie umgesiedelt, damit sie leichter zu Schulen und Krankenhäusern gelangen können.

## Sitten
Die Kwama leben hauptsächlich vom Getreideanbau. Neue Felder werden durch Brandrodung freigelegt. Ihr Hauptnahrungsmittel ist Sorghum, aus dem sie Bier (je nach Dialekt shwe oder shul, überregional im Sudan Merisa genannt) brauen und Hirsebrei (pwash oder fash) herstellen. Des Weiteren gehen sie auf die Jagd, betreiben Fischfang und sammeln Honig. Das Sorghum-Bier wird in der Gruppe, sofern es geklärt wurde, aus einem großen Topf mittels Strohhalmen getrunken.
Geheiratet werden die Schwestern der jeweils anderen Familie (Kreuzcousinenheirat), jedoch ist diese Tradition im Rückgang. Die Kwama sind in Clans organisiert, die wiederum in Subclans unterteilt sind. Kwama heiraten exogam nur außerhalb des eigenen Clans. Polygynie ist weit verbreitet. Ritualexperten (sidimumun oder isbish) sagen die Zukunft voraus oder führen Heilungen in Swal-Kwama-Hütten („Haus der Kwama“) durch.

## Bibliographie
- F. D. Corfield: The Koma. In: Sudan Notes and Records 21, 1938, ISSN 0375-2984, S. 123–165.
- V. L. Grottanelli: Burial among the Koma of Western Abyssinia. In: Primitive Man 20, 1947, 4, ISSN 0887-3925, S. 71–84.
- Joachim Theis: Nach der Razzia. Ethnographie und Geschichte der Koma. Trickster, München 1995, ISBN 3-923804-52-0, (Sudanesische Marginalien 3), (Zugleich: Berlin, Freie Univ., Diss., 1991: Zerstörung und Wiederherstellung eines Volkes, Geschichte und Ethnographie der Koma (Gokwom) im sudan-äthiopschen Grenzgebiet).